# Grønland-Skotland Ryggen
Grønland-Skotland Ryggen er en Nordatlantisk undersøisk højderyg der løber mellem Sydøstgrønland og Skotland med Island og Færøerne imellem.
Højderyggen gennemskæres af to primære kanaler: Danmarksstrædet og Færøbank-kanalen der er henholdsvis 620 og 840 meter dybe. Nord og syd for højderyggen er oceanerne betydeligt dybere (op til 4 kilometer), så ryggen virker som er dæmning der effektivt adskiller vandmasserne i Nordatlanten (syd for ryggen) og de Nordiske Have (nord for ryggen) i de dybe vandlag. 
Den del af ryggen der går mellem Færøerne og Skotland hedder Wyville-Thomson-Ryggen.
Vanddybden på denne strækning er ca. 600 meter.
Mellem Island og Færøerne, kaldes strækningen Island-Færø Ryggen (Iceland-Faroe Ridge i den engelsksprogede litteratur). Denne del er mellem 300 og 500 meter under havniveau, med den dybeste del tættest på Færøerne.

## Hydrografi
nord for Grønland-Skotland Ryggen er pga. dennes opdæmning fyldt op med koldt tungt vand dannet gennem afkøling og nedsynkning af det tilløbende Atlanterhavsvand (Den Termohaline Circulation). Det tunge vand nord for ryggen presses gennem Danmarksstrædet og Færøbanke Kanalen hvor det i Færøbanke Kanalen opnår stømhastigheder på 1 m/s i 800 meters dybde. I denne dybde har vandet en temperatur på ca. -0.5 grader Celsius og en salinitet på ca. 34,89.
Den kraftige udstrømning gennem Grønland-Skotland Ryggen i dybden sænker havniveauet nord for ryggen så meget, at overfladevandet (der består af varmt Atlanterhhavsvand med oprindelse i Golfstrømmen) syd for ryggen populært sagt "suges" hen over ryggen og op i de Nordiske Have, hvor det afkøles, synker ned, og for til sidst igen at blive presset gennem kanalerne i ryggen.

## Forskning
Der foregår en omfattende forskning omkring Grønland-Skotland Ryggen. Pga. højderyggens udstrækning tværs over Nordatlanten, og udformning med dens smalle kanaler, er den et ideelt sted at måle udvekslingen af vandmasser mellem Nordatlanten og de Nordiske Have. Populært sagt, må det der kommer ind også komme ud, så strømmålere bl.a. i Færøbanke Kanalen har i mange år monitoreret udstrømningen, og dermed også indstrømningen af varmt Atlanterhavsvand ("Golfstrømmen") til Nordeuropa.
Flere universiterer beskæftiger sig med emnet, men det er især Havforskningsinstituttet på Færøerne, Havstovan  med Bogi Hansen i spidsen der er aktive på feltet. I Danmark er DMI med i forskningen.